# Hexacentrus alluaudi
Hexacentrus alluaudi är en insektsart som beskrevs av Bolívar, I. 1906. Hexacentrus alluaudi ingår i släktet Hexacentrus och familjen vårtbitare. Inga underarter finns listade i Catalogue of Life.